# یتریخوو
یتریخوو (به چکی: Jetřichov) یک منطقهٔ مسکونی در جمهوری چک است که در ناحیه ناخود واقع شده‌است. یتریخوو ۹٫۲۴ کیلومتر مربع مساحت و ۴۶۲ نفر جمعیت دارد و ۴۴۹ متر بالاتر از سطح دریا واقع شده‌است.